# Étienne Mourrut
Étienne Mourrut (Le Grau-du-Roi, 4 dicembre 1939 – Montpellier, 19 ottobre 2014) è stato un politico francese, Deputato del Gard.